# Stachys arabica
Stachys arabica là một loài thực vật có hoa trong họ Hoa môi. Loài này được Hornem. miêu tả khoa học đầu tiên năm 1815.

## Hình ảnh

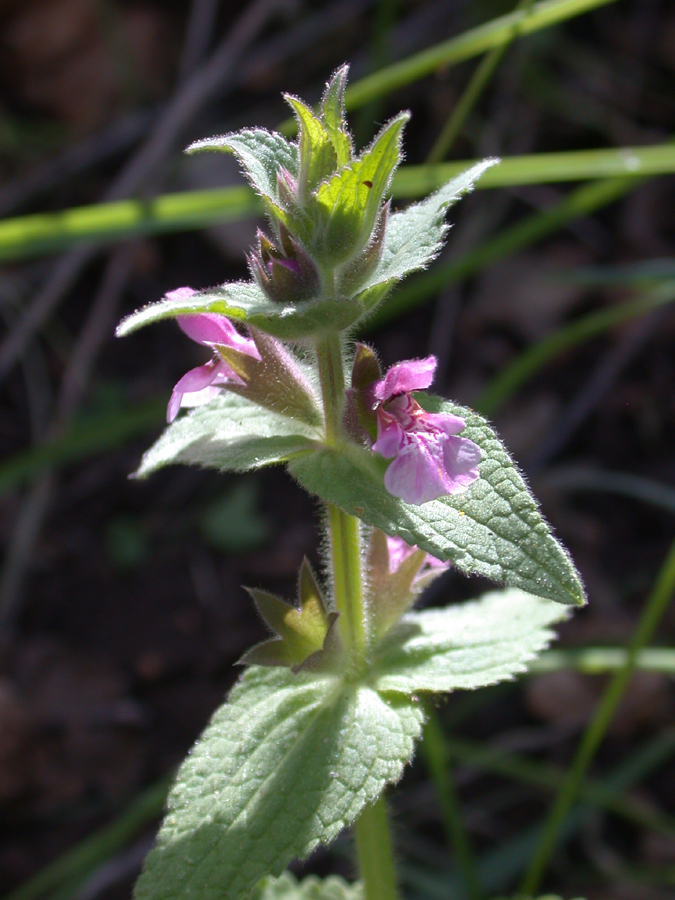